# میوه‌های روی میز

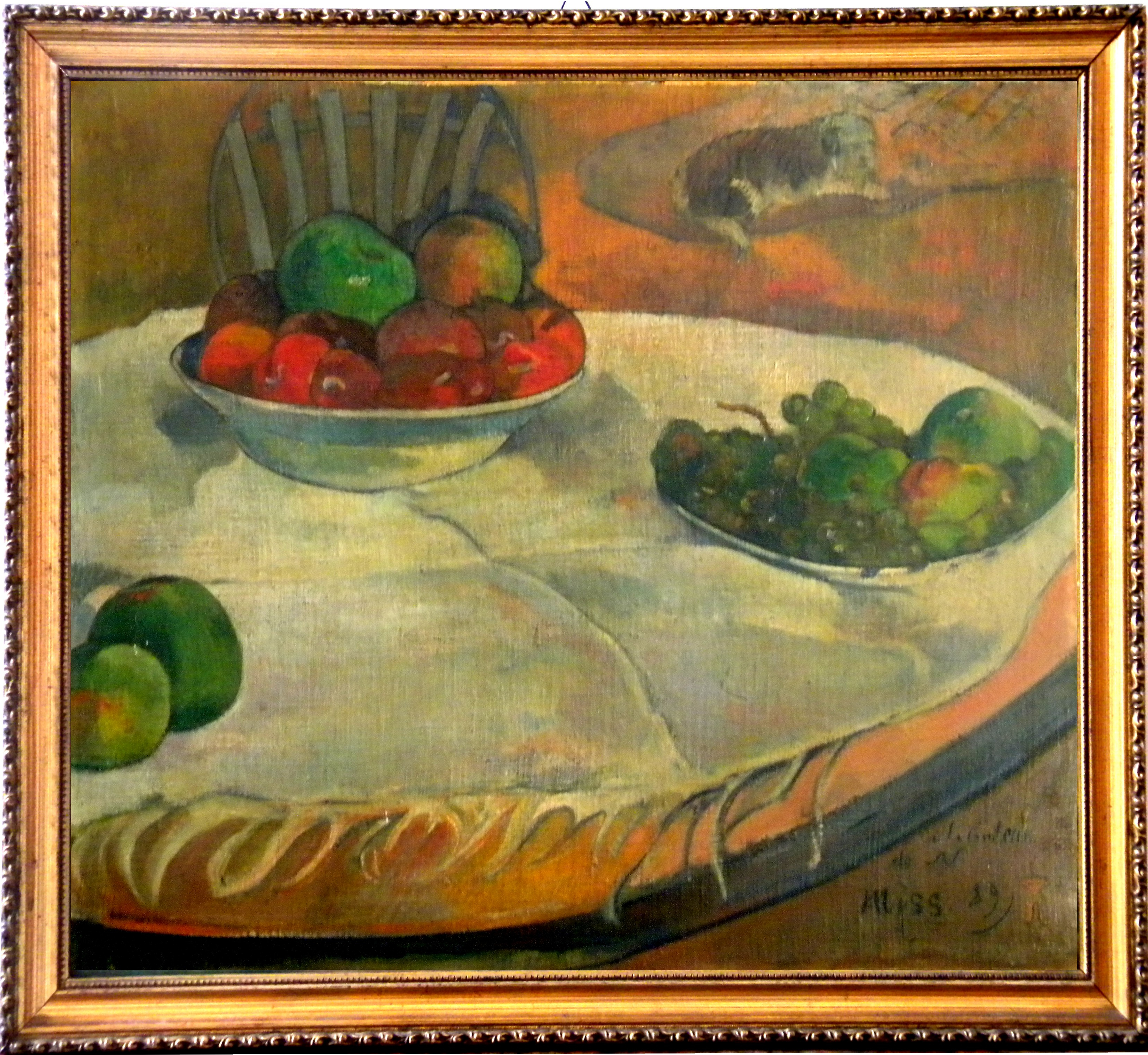
طبیعت بی‌جان با سیب‌ها و انگورها توسط پل گوگن (۱۸۸۹)

میوه‌های روی میز یا طبیعت بی‌جان با سیب‌ها و انگورها نقاشی طبیعت بی‌جان است که در سال ۱۸۸۹ توسط پل گوگن نقاش فرانسوی کشیده شده‌است. میوه‌های روی میز یکی از دو نقاشی گوگن است که در سال ۱۹۷۰ از کلکسیون خصوصی ترنس اف کندی ربوده شد و در سال ۲۰۱۴ توسط کارابینیری ایتالیا پیدا شد.
نقاشی شامل دو کاسه میوه انگور و سیب است که روی رومیزی یک میز چوبی قرار دارند و در زمینه نقاشی سگ کوچکی در روی زمین خوابیده‌است. نقاشی به کنتس نیمال اهدا شده‌است.